# Gábor Halász
Gábor Halász (Budapeste, 25 de dezembro de 1941) é um matemático húngaro. Trabalha principalmente com teoria dos números e análise matemática, em especial teoria analítica dos números.
É membro da Academia de Ciências da Hungria. Desde 1985 é professor da Universidade Eötvös Loránd em Budapeste.
Em trabalho conjunto com Pál Turán provou resultados de densidade zero nas raízes da função zeta de Riemann. Coinventou em parceria com Hugh Montgomery a desigualdade de Halász–Montgomery.

## Prêmios e condecorações
- Prêmio Alfréd Rényi (1972)
- Prêmio Paul Erdős (1974)
- Medalha Comemorativa Tibor Szele da Sociedade Matemática János Bolyai (1985)